# جان هولینس
 جان هولینس  (به انگلیسی: John Hollins) (زاده ۱۶ ژوئیه ۱۹۴۶) بازیکن سابق تیم ملی فوتبال انگلیس، باشگاه فوتبال چلسی و باشگاه فوتبال آرسنال است. هولینس به مدت ۱۳ فصل برای تیم چلسی و ۴ فصل برای باشگاه آرسنال بازی کرده‌است.